# Совјетска рубља
Совјетска рубља (рус. советский рубль) или рубља СССР (рус. рубль СССР) је била валута и платежно средство Савеза Совјетских Социјалистичких Република у периоду њеног постојања између 1923. и 1991. године. Једну рубљу чинило је 100 копејки. Године 1923. мијења дотадашњу рубљу РСФСР и друге регионалне валуте које су се јавиле на просторима гдје је успостављена совјетска власт. Након краха СССР, створена је тзв. "зона рубље" у коју су биле укључене државе проистекле из бивших совјетских република. Поред Совјетског Савеза и постсовјетског простора непосредно након распада, совјетска рубља била је у званичној употреби у Русији до 1993. године када је замијењена руском рубљом. Из тада формиране "зоне рубље" прва излази Естонија мијењајући рубљу за круну, а као посљедњи који је напустио "зону рубље" био је Таџикистан који 1994. мијења совјетску за таџикистанску рубљу. Током своје историје, рубља СССР је претрпјела неколико реформи, од којих је најзначајнија била реформа из 1961. године.
Регулаторно тијело совјетске рубље била је Државна банка СССР (позната још и као Госбанк; руски, скраћено од Государственный банк - "државна банка"). Непосредно пред распад СССР, кованице су се ковале у Лењинграду и Москви, а новчанице су штампане од стране Гознака. Особа која је била задужена за изглед совјетског новца био је Иван Иванович Дубасов, умјетник и гравир, који је израдио већину коначних рјешења совјетског новца, грба и одликовања.

## Називи совјетске рубље на језицима Совјетског Савеза
| Језик      | Назив валуте | Назив конституента | Језик                | Назив валуте    | Назив конституента |
| ---------- | ------------ | ------------------ | -------------------- | --------------- | ------------------ |
| Руски      | рубль        | копейка            | Естонски             | rubla           | kopikas            |
| Бјелоруски | рубель       | капейка            | Летонски             | rublis          | kapeika            |
| Украјински | карбованець  | копійка            | Литвански            | rublis          | kapeika            |
| Казашки    | сом          | тиын               | Румунски (молдавски) | рублэ           | копейкэ            |
| Киргиски   | сом          | тыйын              | Грузински            | მანეთი (манети) | კაპიკი (капики)    |
| Узбечки    | сўм          | тийин              | Јерменски            | ռուբլի (рубли)  | կոպեկ (копек)      |
| Туркменски | манат        | көпүк              | Таџички              | сӯм             | тин                |
| Азерски    | манат        | гəпик              | Фински               | rupla           | kopeekka           |

## Историјат

### Прва рубља из 1923. године
Прве совјетске рубље почињу са својим постојањем готово годину дана након формирања СССР када је рубља СССР замијенила рубљу РСФСР и остале валутне јединице које су се јављале тада и као валутни сурогати. Одлуком Централног извршног вијећа и Совјета народних комесара СССР, 23. новембра 1923. године одлучено је да се у оптицај пусте нове рубље по обрасцу из 1923. године у апоенима од 100, 250, 500, 1000 и 5000 рубаља са натписима на језицима заступљеним у СССР прописаним чланом 34. Устава СССР. Натписи су били на руском, украјинском, бјелоруском, јерменском, грузинском и туркотатарском језику. До потпуног испуњења налога из ове одлуке никад није дошло.
Дана 18. децембра 1923. године, претходно донесена одлука је де факто била поништена када се по истом обрасцу појавила новчаница са номиналом од 15 000 рубаља. Новчаница је такође задржавала и остале карактеристике рјешења за совјетску рубљу из новембра 1923. године. Након друге одлуке дошло је и до треће одлуке којом је у потпуности потиснута одлука из 23. новембра 1923. године. Централни извршни комитет након непуна два мјесеца доноси још једну одлуку 7. фебруара 1924. године у којој се налаже да се по истом обрасцу у оптицај пусти новчаница од 25 000 рубљи.
Новчанице прве совјетске рубље су на себи имале тада новоуведени грб СССР. Била су свега три номинала: од 10 000, 15 000 и 25 000 рубљи. На новчаници од 10 000 руб. на лицу је био приказан Московски кремљ, на новчаници од 15 000 портрет сељака, а на новчаници од 25 000 рубљи портрет црвеноармејца. Све новчанице израђене су на бијелом папиру димензија 155 × 79 милиметара, а као заштитни елемент се појавио водени жиг познат још као "прозорчић". У оптицају су биле свега пар мјесеци током краја 1923. и прве половине 1924. године.
| Номинална вриједност | Лице | Наличје | Величина       | Боја      | Датум пуштања у оптицај | Изашла из употребе |
| -------------------- | ---- | ------- | -------------- | --------- | ----------------------- | ------------------ |
| 10 000 рубљи         |      |         | 155 мм × 79 мм | зелена    | 23. новембра 1923.      | 31. маја 1924.     |
| 15 000 рубљи         |      |         | 155 мм × 79 мм | смеђа     | 18. децембра 1923.      | 31. маја 1924.     |
| 25 000 рубљи         |      |         | 155 мм × 79 мм | љубичаста | 7. фебруара 1924.       | 31. маја 1924.     |

### Рубља након реформе из 1924. године
Након више претходних постепених реформи које су биле дио великих новчаних реформи Григорија Сокољњикова (реформа совјетског червонца), СССР је имао и даље неколико проблема који се нису успјели ријешити. Међу тим проблемима су били раст инфлације, неколико паралелних платежних средстава и слаба куповна моћ народа, што је у огромној мјери успоравало развој СССР на економском пољу. Почетком 1924. долази до првих разматрања поправљања економске ситуације. Економске реформе Григорија Сокољњикова су настављене покушајем обједињавања и ојачавања јединственог новчаног система. Паралелно с тим долази и до снижавања цијена индустријске робе која се исказивала у робној рубљи. Робна рубља је током 1924. изашла из употребе. Дана 22. фебруара 1924. Централни извршни комитет (ЦИК) и Совјет народних комесара (СНК) издају рјешење по ком у оптицај улазе нове кованице и новчанице. Кованице су биле у апоенима од 10, 15 и 20 копејки, пола рубље и једну рубљу које су се израђивале у сребру, а поред њих у бакру су коване кованице 1, 2, 3 и 5 копејки. Новчанице су биле у виду бонова трезора у апоенима 1, 2, 3, 5, 10 и 50 копејки. Упоредо са старим совзнацима, односно рубљама, у оптицају су били и червонци, који су били везани за вриједност злата. У то вријеме, совзнаци и рубље по обрасцу из 1923. су били у паралелном оптицају са червонцима и новим рубљама. Лав Камењев на 2. засједању Совјетā 29. фебруара 1924. доноси рад "О новчаној реформи" (рус. «О денежной реформе»), гдје напомиње да се совјетска економија не може поуздати у совзнаке неколико мјесеци, а поготово не неколико седмица. Почевши од 7. марта, па све до 31. маја 1924. совзнаци су деноминовани у односу 50 000:1, а рубља из 1923. године у односу 50 милијарди на једну рубљу из 1924 године. Нова рубља у односу на златни червонец је имала однос 10:1 од 10. априла 1924. када је почело штампање трезорских записа (рус. казначейские билеты), који су представљали нови вид новчанице у СССР. Коначно излажење из употребе совзнака и старих рубљи догодило се 31. маја 1924. године. Овим мјерама, Сокољњиков је успио да устабили совјетску економију, а као најјаснији резултати његових реформи су биле: стабилизација рубље као државне валуте, могућност њене конвертибилности, унификација монетарног и економског система, повратак кованицама од сребра и бакра, оснаживање куповне моћи и отказ вањског задуживања државе кредитима због стабилизације економије.
Кованице рубље из 1924. године су у вриједностима од 1, 2, 3 и 5, те касније и пола копејке (кованица од пола копејке уведена 1925. године) коване су у бакру, док кованице од 10 и 20 копејки, те пола рубље и једну рубљу су коване у сребру. Сребрне кованице у номаналима копејки су израђиване од сребра-500, а кованице од пола и једну рубљу од сребра-900. На полеђини најчешће имају грб СССР и натпис на руском језику: "Пролетери свих земаља, уједините се!" (рус. Пролетарии всех стран, соединяйтесь), који је био и мото Совјетског Савеза, изузев кованице од пола рубље која на полеђини има само назив државе и државни мото. На лицу се налази углавном номинал, година ковања и вијенац од пшенице као орнамент, изузев на кованицама од пола копејке, гдје је изостављен вијенац, и кованицама од пола и једне рубље гдје се налазе само година ковања и социјалистички прикази радника и сељака.
| Номинална вриједност | Изглед | Материјал  | Пречник и маса | Опис лица и наличја | Пуштена у оптицај | Изашла из употребе |
| -------------------- | ------ | ---------- | -------------- | --- | ----------------- | ------------------ |
| пола копејке         |        | бакар      | 16 мм/1,64 г   | Лице: номинал и година ковања Наличје: назив државе и натпис "Пролетери свих земаља, уједините се!"                                                                 | 1925.             | -                  |
| 1 копејка            |        | бакар      | 21,3 мм/3,27 г | Лице: номинал, вијенац и година ковања Наличје: грб СССР, назив државе и натпис "Пролетери свих земаља, уједините се!"                                              | 1924.             | -                  |
| 2 копејке            |        | бакар      | 24 мм/6,55 г   | Лице: номинал, вијенац и година ковања Наличје: грб СССР, назив државе и натпис "Пролетери свих земаља, уједините се!"                                              | 1924.             | -                  |
| 3 копејке            |        | бакар      | 27,7 мм/9,8 г  | Лице: номинал, вијенац и година ковања Наличје: грб СССР, назив државе и натпис "Пролетери свих земаља, уједините се!"                                              | 1924.             | -                  |
| 5 копејки            |        | бакар      | 32 мм/16,38 г  | Лице: номинал, вијенац и година ковања Наличје: грб СССР, назив државе и натпис "Пролетери свих земаља, уједините се!"                                              | 1924.             | -                  |
| 10 копејки           |        | сребро-500 | 17,27 мм/1,8 г | Лице: номинал, вијенац и година ковања Наличје: грб СССР, назив државе и натпис "Пролетери свих земаља, уједините се!"                                              | 1924.             | -                  |
| 15 копејки           |        | сребро-500 | 19,56 мм/2,7 г | Лице: номинал, вијенац и година ковања Наличје: грб СССР, назив државе и натпис "Пролетери свих земаља, уједините се!"                                              | 1924.             | -                  |
| 20 копејки           |        | сребро-500 | 21,84 мм/3,6 г | Лице: номинал, вијенац и година ковања Наличје: грб СССР, назив државе и натпис "Пролетери свих земаља, уједините се!"                                              | 1924.             | -                  |
| пола рубље           |        | сребро-900 | 26,67 мм/10 г  | Лице: приказ ковача који израђује плуг и година ковања Наличје: грб СССР, назив државе, номинал и натпис "Пролетери свих земаља, уједините се!"                     | 1924.             | -                  |
| 1 рубља              |        | сребро-900 | 33,5 мм/20 г   | Лице: приказ радника који сељаку указује на излазеће сунце и година ковања Наличје: грб СССР, назив државе, номинал и натпис "Пролетери свих земаља, уједините се!" | 1924.             | -                  |

Новчанице из 1924. имале су неколико видова приказивања. У оптицају су били бонови од 1, 2, 3, 5 и 50 копејки, те новчанице тј. трезорни записи у вриједности од 1, 3 и 5 рубљи и 3 червонца (30 рубљи). Све су израђене на бијелом папиру, али у различитим димензијама и у различитом изгледу и орнаментури. Најједноставнији су изгледом били бонови једноцифрених номинала. На лицу су се налазили номинал исказани бројем и ријечима, грб СССР, година штампања и натпис на руском: Имеет хождение с серебряной монетой (Креће се заједно са сребрном кованицом). На наличју имају исписан номинал бројем и ријечима на језицима СССР. Бон од 50 копејки је димензијама нешто већи, а дизајном друкчији. Поред карактеристика једноцифрених бонова, бон од 50 копејки је имао и потпис благајника и народног комесара финансија СССР. На новчаницама од 1 рубљу на лицу је био видљив у позадини приказ свежња пшенице, седмоцифрени серијски број, номинал, натпис на руском: "Државни трезорни запис СССР" (Государственный казначейский билет СССР) и потписи благајника и народног комесара финансија. На лицу новчанице од 3 рубље приказани су радник и сељак како читају књигу, на 5 рубљи трактор како оре, а на новчаници од 3 червонца сељака у моменту сјетве. Свака новчаница се разликовала и по заштитном елементу. Бонови су били у оптицају до 31. августа 1926, а новчанице до 1947. године. Поред њих је постојала новчаница-бон у вриједности од 20 копејки која никад није пуштена у оптицај.
| Номинална вриједност   | Лице | Наличје | Величина       | Боја               | Датум пуштања у оптицај | Изашла из употребе |
| ---------------------- | ---- | ------- | -------------- | ------------------ | ----------------------- | ------------------ |
| 1 копејка              |      |         | 40 мм × 66 мм  | свијетло смеђа     | 22. фебруара 1924.      | 31. августа 1926.  |
| 2 копејке              |      |         | 40 мм × 66 мм  | смеђа              | 22. фебруара 1924.      | 31. августа 1926.  |
| 3 копејке              |      |         | 40 мм × 66 мм  | зелена             | 22. фебруара 1924.      | 31. августа 1926.  |
| 5 копејки              |      |         | 40 мм × 66 мм  | плава              | 22. фебруара 1924.      | 31. августа 1926.  |
| 50 копејки             |      |         | 110 мм × 60 мм | плава и беж        | 22. фебруара 1924.      | 31. августа 1926.  |
| 1 рубља                |      |         | 80 мм × 155 мм | наранџаста и плава | 5. фебруара 1924.       | 1947.              |
| 3 рубље                |      |         | 168 мм × 75 мм | зелена             | 5. фебруара 1924.       | 1947.              |
| 5 рубаља               |      |         | 181 мм × 86 мм | лила и плава       | 5. фебруара 1924.       | 1947.              |
| 3 червонца (30 рубаља) |      | -       | 181 мм × 86 мм | црна               | 30. јула 1924.          | 1947.              |

#### Новчанице по обрасцу из 1925. године
Од марта 1925. па све до почетка 1930-их Државна банка СССР је почела са штампањем нових новчаница у апоенима од 3 и 5 рубаља. Разлике су биле у димензијама, самом дизајну, елементима који су се појављивали на новчаницама, те у папиру који је био доста тежи и у основи беж или сиве боје. Такође, на њима се налазио потпис новог наркома (скр. за народни комесар) финансија Григорија Сокољњикова. Били су доста сложенијег дизајна у погледу орнамената и на њима се појављује нов образац уписивања серијског броја који се састојао од два слова и шест бројева (нпр. АБ 123456). Поред дизајна, разлика је била у томе што новчаница од 3 рубље није имала водени жиг утиснут на себи. Своју куповну моћ су задржале све до реформе из 1947. године када су изашле из оптицаја.
| Номинална вриједност | Лице | Наличје | Величина       | Боја                      | Датум пуштања у оптицај | Изашла из употребе |
| -------------------- | ---- | ------- | -------------- | ------------------------- | ----------------------- | ------------------ |
| 3 рубље              |      |         | 128 мм × 62 мм | тамно зелена, плава, розе | марта 1925.             | 1947.              |
| 5 рубљи              |      |         | 165 мм × 70 мм | црна, плава, розе         | марта 1925.             | 1947.              |

#### Кованице из 1926. и 1931. године
Због исувише велике потрошње бакра на ковање нових кованица у номиналима копејки, производња нове серије кованог новца се наставила мијењајући материјал од ког су се у оптицај избацивале нове копејке. Од стране ЦИК и СНК СССР одлучено је 6. јануара 1926. да се кованице у апоенима од 1, 2, 3, и 5 рубљи настави ковати у легури бронзе и то у односу 95:5 на бакар и алуминијум. Изглед ових копејки се задржао и у овој серији, као и у оној из 1924. године. Једина кованица која се и даље привремено израђивала у бакру је била вриједности пола копејке. Пет година касније, 1931, разматрао се вид штедње сребра тиме што би се копејке у номиналима од 10, 15 и 20 копејки израђивали од другог материјала, а да се кованице вриједности пола рубље и једну рубљу више не кују. За нов материјал је изабран никл, од којег је било могуће израдити кованице исте масе и величине. Једина разлика у односу на серију из 1924. је био изглед лица кованице. Ове кованице су ушле у производњу и оптицај 1932. године након одлуке ЦИК и СНК СССР 27. фебруара. Захваљујући промјени и квалитету материјала, кованице су биле дуговјечније и отпорније на хабање, а СССР је годишње уштедио велике залихе бакра и сребра које је могао да прерасподијели за употребу у индустрији. Серије кованица образаца из 1926. и 1931. године користиле су се све до економске реформе и деноминације 1961. године.
| Номинална вриједност | Изглед | Материјал         | Пречник и маса | Опис лица и наличја | Пуштена у оптицај  | Изашла из употребе |
| -------------------- | ------ | ----------------- | -------------- | --- | ------------------ | ------------------ |
| 1 копејка            |        | бронза Cu+Al 95:5 | 15 мм/1 г      | Лице: номинал, вијенац и година ковања Наличје: грб СССР, назив државе и натпис "Пролетери свих земаља, уједините се!"               | 6. јануара 1926.   | 31. децембра 1960. |
| 2 копејке            |        | бронза Cu+Al 95:5 | 18 мм/2 г      | Лице: номинал, вијенац и година ковања Наличје: грб СССР, назив државе и натпис "Пролетери свих земаља, уједините се!"               | 6. јануара 1926.   | 31. децембра 1960. |
| 3 копејке            |        | бронза Cu+Al 95:5 | 22 мм/3 г      | Лице: номинал, вијенац и година ковања Наличје: грб СССР, назив државе и натпис "Пролетери свих земаља, уједините се!"               | 6. јануара 1926.   | 31. децембра 1960. |
| 5 копејки            |        | бронза Cu+Al 95:5 | 25 мм/5 г      | Лице: номинал, вијенац и година ковања Наличје: грб СССР, назив државе и натпис "Пролетери свих земаља, уједините се!"               | 6. јануара 1926.   | 31. децембра 1960. |
| 10 копејки           |        | никл              | 17,27 мм/1,8 г | Лице: радник који држи штит, номинал, назив државе и година ковања Наличје: грб СССР и натпис "Пролетери свих земаља, уједините се!" | 27. фебруара 1932. | 31. децембра 1960. |
| 15 копејки           |        | никл              | 19,56 мм/2,7 г | Лице: радник који држи штит, номинал, назив државе и година ковања Наличје: грб СССР и натпис "Пролетери свих земаља, уједините се!" | 27. фебруара 1932. | 31. децембра 1960. |
| 20 копејки           |        | никл              | 21,84 мм/3,6 г | Лице: радник који држи штит, номинал, назив државе и година ковања Наличје: грб СССР и натпис "Пролетери свих земаља, уједините се!" | 27. фебруара 1932. | 31. децембра 1960. |

#### Новчанице рубље по обрасцу из 1934. године.
Након серије червонаца 1926-1932, Државна банка СССР 1934. у оптицај пушта нове новчанице рубљи у номиналима 1, 3 и 5. У периоду између 1934. и 1936. у оптицају су биле новчанице са потписима Григорија Грињка, тадашњег наркома финансија СССР. Међутим, након његовог хапшења и ликвидације, од 1937. новчанице са његовим потписом се више нису штампале због његовог статуса "непријатеља народа", а разматрало се да ли уводити нову серију новчаница са потписом Власа Чубара, новог народног комесара финансија, или ипак штампати новчанице без ичијег потписа. На крају је одлучено без потписа да се настави штампањем рубљи, а што се касније показало као "далековидно", с обзиром да је и Влас Јаковљевич Чубар такође ухапшен и ликвидиран. Новчанице су биле богате орнаментурама и штампане су на папирима беж и сиве нијансе. Такође, интересантно је да овај образац рубљи није прописивао водени жиг као елемент заштите. Биле су у употреби до реформе 1947. године.
| Номинална вриједност | Лице | Наличје | Величина       | Боја                        | Датум пуштања у оптицај | Изашла из употребе |
| -------------------- | ---- | ------- | -------------- | --------------------------- | ----------------------- | ------------------ |
| 1 рубља              |      |         | 118 мм × 60 мм | црно-плава, крем            | јуна 1934.              | 1947.              |
| 3 рубље              |      |         | 136 мм × 68 мм | тамно зелена, зелена        | јуна 1934.              | 1947.              |
| 5 рубљи              |      |         | 136 мм × 70 мм | тамно плава, свијетло плава | јуна 1934.              | 1947.              |

#### Серија кованица обрасца из 1935. године
Од 1935. у СССР су уведене кованице новог обрасца које су у погледу идејног рјешења оскудијевале детаљима. Сам изглед је значајно упроштен, поготово на наличју свих кованица. Кованице у апоенима од 1, 2, 3 и 5 копејки су имале неизмијењено лице кованице. Лице никлованих кованица (10, 15 и 20 к) је било далеко једноставније него је што то прије био случај. Разлика је била у томе што је номинал исписан у осмоугаонику, а око њега се налази вијенац. Наличје свих кованица се огледало у крупнијем натпису "СССР" и државном грбу, а изостављен је мото "Пролетери свих земаља, уједините се!" исписан на руском језику. Биле су у оптицају до реформе из 1961.
| Номинална вриједност | Изглед | Материјал | Пречник и маса | Опис лица и наличја                                                                         | Пуштена у оптицај | Изашла из употребе |
| -------------------- | ------ | --------- | -------------- | ------------------------------------------------------------------------------------------- | ----------------- | ------------------ |
| 1 копејка            |        | бронза    | 15 мм/1 г      | Лице: номинал, вијенац и година ковања Наличје: грб СССР и назив државе                     | 1935.             | -                  |
| 2 копејке            |        | бронза    | 18 мм/2 г      | Лице: номинал, вијенац и година ковања Наличје: грб СССР и назив државе                     | 1935.             | -                  |
| 3 копејке            |        | бронза    | 22 мм/3 г      | Лице: номинал, вијенац и година ковања Наличје: грб СССР и назив државе                     | 1935.             | -                  |
| 5 копејки            |        | бронза    | 25 мм/5 г      | Лице: номинал, вијенац и година ковања Наличје: грб СССР и назив државе                     | 1935.             | -                  |
| 10 копејки           |        | никл      | 17,27 мм/1,8 г | Лице: осмоугаоник, номинал, годину ковања и биљни орнамент Наличје: грб СССР и назив државе | 1935.             | 31. децембра 1960. |
| 15 копејки           |        | никл      | 19,56 мм/2,7 г | Лице: осмоугаоник, номинал, годину ковања и биљни орнамент Наличје: грб СССР и назив државе | 1935.             | 31. децембра 1960. |
| 20 копејки           |        | никл      | 21,84 мм/3,6 г | Лице: осмоугаоник, номинал, годину ковања и биљни орнамент Наличје: грб СССР и назив државе | 1935.             | 31. децембра 1960. |

#### Новчанице из 1938. године
Од 1938. до економске реформе 1947. Државна банка СССР је пустила нову емисију новчаница рубљи у апоенима од 1, 3 и 5 рубљи уз нове червонце са ликом Лењина у апоенима од 1, 3, 5 и 10 червонаца. На рубљама су били приказани рудар (1 руб.), војник (3 руб.) и пилот (5 руб.) уз орнаментима много богатију позадину. Боје су биле за дотадашњу праксу традиционалне (смеђа, зелена и плава), а оно што је поново било необично је то што је водени жиг изостављен. Све новчанице су израђене на бијелом папиру.
| Номинална вриједност | Лице | Наличје | Величина       | Боја              | Датум пуштања у оптицај | Изашла из употребе |
| -------------------- | ---- | ------- | -------------- | ----------------- | ----------------------- | ------------------ |
| 1 рубља              |      |         | 125 мм × 60 мм | смеђа, наранџаста | 1938.                   | 1947.              |
| 3 рубље              |      |         | 135 мм × 67 мм | зелена            | 1938.                   | 1947.              |
| 5 рубљи              |      |         | 145 мм × 70 мм | плава             | 1938.                   | 1947.              |

### Совјетска рубља између двије реформе (1947—1960)
Укупна стабилност предратних година и брз економски развој СССР, те немогућност проналажења и куповине скупљих производа је довело до тога да се совјетско становништво нашло у финансијском благостању због велике уштеде. У новчаницима народа широм СССР могле су се наћи новчанице разних серија, али понајвише тада посљедњег обрасца из 1938. у апоенима од 1, 3 и 5 рубаља. У том периоду, народне штедње и мањи зајмови које је СССР узимао су успијевали одржати на неки начин стабилност државе у војном смислу до успоставе поновне мирнодопске економије. Међутим, почетком рата монетарна и економска моћ слабе, како обичног грађанина, тако и СССР у цјелини. Тада долази до немогућности новчано-робне трговине, него све чешће се трампом трговало, првенствено због слабе платежне моћи народа, те због појаве црног тржишта. Црно тржиште у ратном периоду је било својствено по енормно високим цијенама за просјечног грађанина. Нпр. хљеб је било могуће једино набавити искључиво посебним картицама и купонима, а цијена векне хљеба је знала превисити 1000 рубљи. Како се 1943. године увелико приближавала побједа, а уједно и сам исход рата постао извјеснији, Стаљин и тадашњи државни врх су размишљали како устабилити и оснажити економију малог човјека. Тај задатак је повјерен тадашњем наркому финансија Арсенију Звјереву, који је у послијератним годинама требао осмислити план нових реформи. Такође још један проблем је био и ублажавање дејстава нацистичке пропаганде која је у појединим крајевима утицала на то да обичан народ почне уништавати совјетску економију на било који изводив начин. Посљедице пропаганде су се највише осјетиле у украјинским крајевима, на чијем простору су били у оптицају разни валутни сурогати и валуте попут рајхсмарке и украјинског карбованца чак и након побједе над Нацистичком Њемачком.
Сви ови проблеми је требало да се ријеше 1946. године када је планирана нова реформа (позната још и као "послијератна реформа"), међутим због суше и слабих приноса је одлучено да се реформа пренесе на децембар 1947. године. На јесен 1947. године дошло је до гласина о могућем спровођењу нове финансијске политике. Нико није у народу знао о чему је ријеч, па се почело увелико са набавкама не само производа прве неопходности, него и намјештаја, драгоцјености итд. Овим поступцима су допринијели шпекуланти који су ширили гласине о неизвјесној финансијскиј ситуацији. У том периоду је народ журио да из штедних каса повуче своје депозите, док су неки насупрот томе журили да свој сачувани новац похране. Одлуком Совјета министара, те Централног комитета Свесавезне комунистичке партије бољшевика од 13. децембра су дефинисани начини спровођења реформе. Одлука је свим органима власти у Савезу достављена дан касније, 14. децембра, а већ 15. децембра су отпочеле исплате по новом финансијском и монетарном обрасцу. За период нове монетарне реформе су спремљене новчанице посебног обрасца и изгледа. Монетарна реформа је спроведена на начин да су се старе новчанице рубаља мијењале у односу 10:1, односно један червонец за једну нову рубљу, а кованице су остале у оптицају до идуће реформе 1961. године. Такође, депозит у штедним касама, као и отплате унутрашњих зајмова су се друкчије преносиле на нове рубље. Војни зајмови између 1942. и 1945. године, зајмови треће петољетке 1938-1941, зајам друге петољетке из 1936. године, зајам учвршћења одбране из 1937. године и 8% зајмова 1927-1928. су се мијењали по односу 3:1 на 2% зајма планираног за 1948. који су се отплаћивали 20 година. Исто тако обавезе успјешног зајма из 1938. године на 3% зајма из 1947. су такође исплаћивани на период од 20 година и то у односу 5:1. Реформе су спроведене неравномјерно, али брзо. Већ пред Нову годину 1948, реформа је у потпуности завршена и у најудаљенијим крајевима СССР. Након реформи, висина плата је сачувана (од 500 до 1000 рубљи), те цијене неких потрепштина нису сасвим уклопљене тако да су биле свима приступачне, што же бити присутно до 1961. године. Тако се нпр. за десет јаја издвајало 12-16, за килограм шећера 15, за хељду 12, а за хљеб 3-5 рубљи. Због овакве монетарне политике, СССР је врло брзо измирио своје унутрашње дугове, те је омогућено да се улаже у поновну изградњу земље. Исто тако, дефицит робе је престао, а полице широм државе су постале пуне и на њима је било могуће наћи чак и робу која се за вријеме рата могла пронаћи само на црном тржишту.

#### Новчанице обрасца из 1947. године
Новчанице овог периода су посебно осмишљене за реализацију нових реформи. Најочигледнија разлика је била у погледу изгледа новчанице и грба који се налазио на њој. Наиме, грб СССР је промијенио свој изглед додајући још 5 ленти на којима је исписан државни мото, па је тако нови совјетски грб имао на себи фразу "Пролетери свих земаља, уједините се!" исписану на 16 језика који су се тада сматрали званичнима у СССР. Ова чињеница се мијења 1957. године када је изашла нова серија новчаница након што Карело-финска ССР бива интегрисана у РСФСР, те тада лента са финским преводом државног гесла је изостављена. Прва, као и друга серија је штампана са исписом "1947" као годином штампања. Својим изгледом су подсјећале на новчанице које су се користиле прије Октобарске револуције, само што умјесто ликова руских царева је био лик Лењина, а умјесто грба са двоглавим орлом - грб СССР по обрасцу из 1946, а касније и 1956. године. Номинали су писани крупно бројевима и словима на руском, те ситније на 15 других језика распрострањених у СССР Такође, биле су идентичних димензија и у стаљинистичком духу, што није нимало било слично претходним серијама и обрасцима рубљи. Новчанице у апоенима од 1, 3 и 5 рубљи су носиле натпис "државних трезорних записа" (рус.: Государственный казначейский билет) и биле су у до тад већ нормираним распоредима боја и са богатим орнаментима. Новчанице од 10, 25, 50 и 100 рубљи су на себи имале портрет Лењина на лицу, а на наличју новчанице од 100 рубљи је био приказ пејзажа Московског кремља. Биле су већих димензија, па су стога прозване "стаљинским обојцима". На себи су имале натпис Државне банке СССР ("Билет Државне банке СССР" - рус.:Билет Государственного банка СССР), што је било до тада карактеристика червонаца. Биле су у оптицају све до априла 1961. године.
| Номинална вриједност | Лице | Наличје | Величина       | Боја              | Датум пуштања у оптицај | Изашла из употребе |
| -------------------- | ---- | ------- | -------------- | ----------------- | ----------------------- | ------------------ |
| 1 рубља              |      |         | 82 мм × 125 мм | плава, наранџаста | 1947.                   | 1961.              |
| 3 рубље              |      |         | 86 мм × 135 мм | зелена, розе      | 1947.                   | 1961.              |
| 5 рубљи              |      |         | 88 мм × 145 мм | плава, наранџаста | 1947.                   | 1961.              |
| 10 рубљи             |      |         | 88 мм × 145 мм | розе, плава       | 1947.                   | 1961.              |
| 25 рубљи             |      |         | 88 мм × 145 мм | плава, зелена     | 1947.                   | 1961.              |
| 50 рубљи             |      |         | 88 мм × 145 мм | зелена, розе      | 1947.                   | 1961.              |
| 100 рубљи            |      |         | 88 мм × 145 мм | крем, розе        | 1947.                   | 1961.              |

### Рубља након реформе и деноминације 1961.
У очима обичног грађанина СССР ово је била обична деноминација, међутим мало је коме било познато какву економску позадину је имала ова реформа. Већ крајем 1950-их су се разматрале нове смјернице развоја рубље и економије СССР. Доласком Хрушчова на власт, дошло је и до промјене опште политике у држави. Совјетски Савез је много више новца трошио на трку у наоружању, помоћ социјалистичким земљама и амбициозне свемирске програме, те због тога су унутрашњи развој и економија били у стагнацији. Поред тога је почео извоз совјетске нафте, што је био један од додатних разлога да се покрену питања нове реформе. Управо због стагнације на пољу унутрашње економије, инфлација је била умјерено примјетна у свим крајевима СССР. Међутим иако је све ово било покретач нових промјена, дошло је и до снижавања цијена производа и раста плата. Такође, у односу на претходне реформе, ова реформа је била најављена 1960. године одлуком Савјета министара "О измјени размјера цијена и замјене тренутно издаваног новца новим новцем" бр. 470 из 4. маја. Усљед претходног искуства совјетских грађана, владало је мишљење да ће се новац поново десетоструко обезвриједити, те се започело са подизањем новца из банака и претјераним куповањем производа, што је довело до нових производних дефицита. Том одлуком је такође совјетска рубља кренула путем развоја ка тврдој валути, међутим због стварно постојеће инфлације никад није и постала тврдом валутом. Реформа се спроводила већ у првом кварталу 1961. године када је отпочета деноминација и замјена новца из претходне серије за нову и називала се "хрушчовском". Тада је дошло и до видљивијих промјена у односу цијене злата привезујући рубљу ка цијени грама злата. Прије реформе се један амерички долар конвертовао у четири рубље, док цијена злата у СССР је била око 4,5 рубље. Након реформе је долар конвертован за 90 копејки, а цијена грама злата је била 1 рубља и 10 копејки. Иако је извршена у потпуности деноминација, стварни раст куповне моћи се умјесто 10 пута увећао само за 2,25 пута, а новац је убрзано губио на вриједности након почетка перестројке. Новац из ове реформе остаће у оптицају најдуже од свих совјетских серија рубље. Оно што се јавило као посљедица ове реформе је и да је много више производа било достпуно обичним совјетским грађанима, као нпр. најновији совјетски аутомобили попут "жигулија" ВАЗ-2101 и Москвича до којих су грађани у СССР могли да дођу краћом штедњом, те снижавање цијена производа широке употребе, што је заправо и довело до ојачавања куповне моћи приближно извршеној деноминацији.

#### Кованице 1961-1991
Кованице од 1961. године су се издавале у нешто другачијем изгледу у односу на претходне и све су се ковале готово сваке године. Такође, поново је уведена кованица од 50 копејки након више од 30 година. Тиме кованице у периоду од 1961. до 1991. године су се ковале у апоенима од 1, 2, 5, 10, 15, 20 и 50 копејки, те једном рубљом. Основне одлике изгледа кованица су да су се на лицу налазили номинал, година ковања и орнамент у виду биљног вијенца, а на наличју грб СССР и натпис скраћеног назива државе. Једина примјетнија визулена разлика јесте што се на кованицама од 10, 15 и 20 копејки натпис ковао доста крупније. Од 1991. године су се на кованицама утискивали и ознаке ковница из Москве и Лењинграда. Кованице од вриједности 1, 2 и 5 к. су израђиване од легуре бакра и никла, а 10, 15, 20 и 50 к и рубља су израђиване од легуре бакра и цинка. Оно што је била новина у овој серији јесте да су се ковале и јубилејне и меморијалне кованице од 1965. године. У оптицају у СССР су биле све до пред распад државе.
| Номинална вриједност | Изглед | Материјал            | Пречник и маса | Опис лица и наличја                                                                         | Пуштена у оптицај | Изашла из употребе |   |
| -------------------- | ------ | -------------------- | -------------- | ------------------------------------------------------------------------------------------- | ----------------- | ------------------ | - |
| 1 копејка            |        | легура бакра и цинка | 17,27 мм/1,8 г | Лице: номинал, вијенац и година ковања Наличје: грб СССР и назив државе                     | 1961.             | 1991.              | - |
| 2 копејке            |        | легура бакра и цинка | 18 мм/2 г      | Лице: номинал, вијенац и година ковања Наличје: грб СССР и назив државе                     | 1961.             | 1991.              | - |
| 3 копејке            |        | легура бакра и цинка | 22 мм/3 г      | Лице: номинал, вијенац и година ковања Наличје: грб СССР и назив државе                     | 1961.             | 1991.              | - |
| 5 копејки            |        | легура бакра и цинка | 25 мм/5 г      | Лице: номинал, вијенац и година ковања Наличје: грб СССР и назив државе                     | 1961.             | 1991.              | - |
| 10 копејки           |        | легура бакра и никла | 17,27 мм/1,8 г | Лице: осмоугаоник, номинал, годину ковања и биљни орнамент Наличје: грб СССР и назив државе | 1961.             | 1961.              |   |
| 15 копејки           |        | легура бакра и никла | 19,56 мм/2,7 г | Лице: номинал, вијенац и година ковања Наличје: грб СССР и назив државе                     | 1961.             | 1961.              |   |
| 20 копејки           |        | легура бакра и никла | 21,8 мм/3,4 г  | Лице: номинал, вијенац и година ковања Наличје: грб СССР и назив државе                     | 1961.             | 1961.              |   |
| 50 копејки           |        | легура бакра и никла | 24 мм/4,4 г    | Лице: номинал, вијенац и година ковања Наличје: грб СССР и назив државе                     | 1961.             | 1961.              |   |
| 1 рубља              |        | легура бакра и никла | 27 мм/7,5 г    | Лице: номинал, вијенац и година ковања Наличје: грб СССР и назив државе                     | 1961.             | 1961.              |   |

#### Новчанице 1961-1991
Усљед "хрушчовске" минимализације дошло је и до смањивања димензија новчаница, које су биле богато украшење, али и у нешто више боја. Као и у претодним серијама, на новчаницма се појављивао само лик Лењина. Због свог интересантног дизајна су често називане "хрушчовски папирићи од бомбона". Такође, током пуштања у оптицај ових рубаља вриједност једне рубље се приближила вриједности 0,987412 грама чистог злата.
| Номинална вриједност | Лице | Наличје | Величина       | Боја                                                         | Датум пуштања у оптицај | Изашла из употребе |
| -------------------- | ---- | ------- | -------------- | ------------------------------------------------------------ | ----------------------- | ------------------ |
| 1 рубља              |      |         | 105 мм × 53 мм | беж                                                          | 1961.                   | 1991.              |
| 3 рубље              |      |         | 113 мм × 57 мм | зелена                                                       | 1961.                   | 1991.              |
| 5 рубаља             |      |         | 113 мм × 57 мм | свијетлоплава                                                | 1961.                   | 1991.              |
| 10 рубаља            |      |         | 124 мм × 62 мм | црвена                                                       | 1961.                   | 1991.              |
| 25 рубаља            |      |         | 124 мм × 62 мм | љубичаста                                                    | 1961.                   | 1991.              |
| 50 рубаља            |      |         | 140 мм × 71 мм | зелена                                                       | 1961.                   | 1991.              |
| 100 рубаља           |      |         | 140 мм × 71 мм | мијења се од свијетло беж до смеђе и свијетлоплаве у средини | 1961.                   | 1991.              |

### Нова реформа и крај Совјетског Савеза 1991.
Крајем 1980-их година у Совјетском Савезу почињу велике економске промјене. Сам утицај тржишта у друштву је порастао, а становништво се почело ослањати и на приходе које нису стицали нужно радом. До 1991. године народ је у значајној мјери подизао свој буџет на овај начин, али и спекулацијама. Иако је све то било извјесно, још извјеснија је била и инфлација. Иначе, највећи проблеми у совјетском монетарном систему су долазили изван државе и то због фалсификовања новчаница крупних номинала. Већ почетком године, 14. јануара 1991. на мјесто премијера СССР је постављен Валентин Павлов, бивши министар финансија. Од почетка свог мандата иде путем нове финансијске реформе, која ће бити упамћена као "павловска". Павлов је настојао да је спроведе стриктно "совјетски" и како је тад навођено, у циљу борбе против кривотворења новчаница. Прави разлог је заправо био омогућавање циркулисања оствареног "вишка" новца унутар државе и навођење становништва да не оставља новац у крупним номиналима за "црне дане". У односу на претходне реформе, промјена новца у овој реформи се морала спровести за свега три дана. Предсједник Горбачов 22. јануара потписује указ о промјени новчаница у номиналима од 50 и 100 рубаља, а њихова промјена је почела већ 23. јануара. Начин како се спроводила ова "реформа" је требао да се ослања првенствено на ефекат изненађења, па тако једино гдје је објављена вијест је био вечерњи дневник. Многи су сазнали тек дан касније, што је започело хаос у финансијском смислу. Они који су се успјели информисати су одмах почели са трошењем новца у крупнијим апоенима било гдје и трошећи на било шта изузев у продавницама, јер су биле затворене. Наравно то су били не толико чести случајеви, али представљају вид сналажења народа у датој ситуацији. У току три дана (23—25. јануара) свако је могао да промјени новац, а поред тога то су били радни дани. У даљем ходу реформе, новац се могао мијењати до краја марта до износа од 1000 рубаља, али било је потребно провјерити поријекло новца. Уз то, као наставак удара на инфлацију и џеп становништва, штедионице су ограничавале износ подизања средстава до 500 рубаља у току једног мјесеца на име једног лица. Како би се избјегло могуће подизање средстава у другим штедионицама, уведено је да се у пасошу (вид унутрашњег личног документа у СССР и данас у Русији) на празним страницама ударају печати који потврђују да је лице већ подизало новац. Посљедња етапа реформе је спроведена 3. априла 1991. године, када се снизио курс у односу на рубљу и када су уведене нове цијене које су старе превисиле за око три пута. Као неки општи резултати проведене реформе могу се навести повећање неповјерења народа ка власти, убрзавање инфлације и одлазак СССР у потпуни хаос. У позадини тога је била и чињеница да је око 14 милијарди рубаља изашло из оптицаја, што и није битније утицало на економију. У оптицају су се првобитно појавиле не много измјењене новчанице од 50 и 100 рубаља, затим нове у апоенима од 200, 500 и 1000 рубаља, које нису биле виђене од 1923. године. На љето су замијењене и новчанице у другим апоенима. Графичке разлике у односу на оне по обрасцу из 1961. године су минорне, а огледају се у изузимању натписа номинала на језицима Совјетског Савеза, на новчаницама мањих апоена натпис на врху новчанице "Государственный казначейский билет" је замијењен са "Билет Государственного банка" и сама колоратура је постала јача и шаренија. Такође, старе новчанице од 1, 3, 5, 10 и 25 рубаља су остале у оптицају. Поред већ постојећих кованица по обрасцу из 1961. године коване су и нове у апоенима од 10 и 50 копејки, те 1, 5 и 10 рубаља. Кованица од 10 рубаља из 1991. године је прва кованица која се израђивала од два метала.

#### Нове кованице из 1991.
Усљед растуће инфлације, паралелно са већ постојећим кованицама из 1961. године су пуштене у оптицај и нове кованице обрасца из 1991. године. Пуштане су у апоенима од 10 и 50 копејки и 1, 5 и 10 рубаља. Оно што је новина за њих јесте да се изглед значајно промијенио и даје се назнака изгледу данашње рубље. Поред изгледа, на кованици од 10 рубаља се промијенио и материјал и прва је у руској историји која се израђивала од два метала - средишњи дио од месинга и прстен од легуре бакра и никла. Због периода у ком се јављају и околности које су тада биле актуелне у СССР, нове кованице су у народу добиле назив "кованице ГКЧП-а" по руској скраћеници за Државни комитет за ванредно стање (рус. Государственный комитет по чрезвычайному положению). Због издавача често се називају и "кованице Државне банке СССР". Такође, као и у посљедњим серијама кованица обрасца из 1961. године, уведен је манир да се утискују знакови ковница у Лењинграду или Москви.
| Номинална вриједност | Изглед | Материјал                                                        | Пречник и маса | Опис лица и наличја                                                                                                | Пуштена у оптицај | Изашла из употребе |
| -------------------- | ------ | ---------------------------------------------------------------- | -------------- | --- | ----------------- | ------------------ |
| 10 копејки           |        | месингован челик                                                 | 17,6 мм/2,3 г  | Лице: номинал, година ковања и биљни орнамент Наличје: приказ Московског кремља и натпис ГОСУДАРСТВЕННЫЙ БАНК СССР | 1991.             | 1999.              |
| 50 копејки           |        | легура бакра и никла                                             | 18 мм/2,3 г    | Лице: номинал, година ковања и биљни орнамент Наличје: приказ Московског кремља и натпис ГОСУДАРСТВЕННЫЙ БАНК СССР | 1991.             | 1999.              |
| 1 рубља              |        | легура бакра и никла                                             | 21 мм/3,75 г   | Лице: номинал, година ковања и биљни орнамент Наличје: приказ Московског кремља и натпис ГОСУДАРСТВЕННЫЙ БАНК СССР | 1991.             | 1999.              |
| 5 рубаља             |        | легура бакра и никла                                             | 24 мм/5,25 г   | Лице: номинал, година ковања и биљни орнамент Наличје: приказ Московског кремља и натпис ГОСУДАРСТВЕННЫЙ БАНК СССР | 1991.             | 1999.              |
| 10 рубаља            |        | прстен: легура бакра и никла средишњи дио: бакар и цинк (месинг) | 25 мм/6,25 г   | Лице: номинал, година ковања и биљни орнамент Наличје: приказ Московског кремља и натпис ГОСУДАРСТВЕННЫЙ БАНК СССР | 1991.             | 1999.              |

#### Новчанице обрасца из 1991. године
У оптицају су се првобитно појавиле не много измјењене новчанице од 50 и 100 рубаља, затим нове у апоенима од 200, 500 и 1000 рубаља, које нису биле виђене од 1923. године. На љето су замијењене и новчанице у другим апоенима. Графичке разлике у односу на оне по обрасцу из 1961. године су минорне, а огледају се у изузимању натписа номинала на језицима Совјетског Савеза, на новчаницама мањих апоена натпис на врху новчанице "Государственный казначейский билет" је замијењен са "Билет Государственного банка" и сама колоратура је постала јача и шаренија. Такође, старе новчанице од 1, 3, 5, 10 и 25 рубаља су остале у оптицају. Поред већ постојећих кованица по обрасцу из 1961. године коване су и нове у апоенима од 10 и 50 копејки, те 1, 5 и 10 рубаља. Кованица од 10 рубаља из 1991. године је прва кованица која се израђивала од два метала.
| Номинална вриједност | Лице | Наличје | Величина       | Боја                | Датум пуштања у оптицај | Изашла из употребе |
| -------------------- | ---- | ------- | -------------- | ------------------- | ----------------------- | ------------------ |
| 1 рубља              |      |         | 105 мм × 53 мм | беж црвена          | 1991.                   | 1993.              |
| 3 рубље              |      |         | 113 мм × 57 мм | зелена розе         | 1991.                   | 1993.              |
| 5 рубаља             |      |         | 113 мм × 57 мм | свијетлоплава розе  | 1991.                   | 1993.              |
| 10 рубаља            |      |         | 124 мм × 62 мм | црвена розе         | 1991.                   | 1993.              |
| 50 рубаља            |      |         | 140 мм × 71 мм | зелена жута         | 1991.                   | 1993.              |
| 100 рубаља           |      |         | 140 мм × 71 мм | беж смеђа плава     | 1991.                   | 1993.              |
| 200 рубаља           |      |         | 144 мм × 71 мм | зелена смеђа        | 1991.                   | 1993.              |
| 500 рубаља           |      |         | 144 мм × 71 мм | црвена бордо зелена | 1991.                   | 1993.              |
| 1000 рубаља          |      |         | 144 мм × 71 мм | зелена смеђа        | 1991.                   | 1993.              |

### Совјетска рубља након распада СССР
Без обзира на то што је 20. децембра 1991. године Државна банка СССР престала са радом, и након распада Совјетског Савеза 25. децембра, совјетска рубља је била у оптицају и у периоду након 1991. године. Од новостворених земаља које су користиле рубљу као платежно средство формирана је тзв. "зона рубље" унутар држава чланица ЗНД. Тако је од стране Централне банке Руске Федерације издата нова серија новчаница совјетских рубљи, које су се користиле до нове монетарне реформе у Русији 1993. године. Биле су потпуно истог изгледа као оне из 1991. године, осим што је промијењена година штампања на новчаницама. Поново су штампане само рубље у апоенима 50, 100, 200, 500 и 1000 рубаља.
| Номинална вриједност | Лице | Наличје | Величина       | Боја                | Датум пуштања у оптицај | Изашла из употребе |
| -------------------- | ---- | ------- | -------------- | ------------------- | ----------------------- | ------------------ |
| 50 рубаља            |      |         | 140 мм × 71 мм | зелена жута         | 1992.                   | 1993.              |
| 100 рубаља           |      |         | 140 мм × 71 мм | беж смеђа плава     | 1992.                   | 1993.              |
| 200 рубаља           |      |         | 144 мм × 71 мм | зелена смеђа        | 1992.                   | 1993.              |
| 500 рубаља           |      |         | 144 мм × 71 мм | црвена бордо зелена | 1992.                   | 1993.              |
| 1000 рубаља          |      |         | 144 мм × 71 мм | зелена смеђа        | 1992.                   | 1993.              |

Такође, неке од појединих бивших совјетских република су напустиле совјетску рубљу и зону рубље из политичких разлога, попут Литваније, још у вријеме постојања Совјетског Савеза, те Украјине, Естоније, Молдавије (осим Придњестровља) и Азербејџана. Све су формирале сопствене валуте без назива "рубља" у себи. Међу посљедњима совјетску рубљу су престали користити: Русија, Туркменистан, Узбекистан и Казахстан, Јерменија и на крају Таџикистан од признатих држава. Сљедећа табела приказује све дијелове бивших совјетске државе и валута које су наслиједиле совјетску рубљу.
| Држава                                          | Валута насљедница                                    | Курс промјене из совјетске рубље                                                                            | Датум увођења валуте                              |
| ----------------------------------------------- | ---------------------------------------------------- | --- | ------------------------------------------------- |
| Азербејџан · (изузев Нагорно-Карабаха)          | азербејџански манат                                  | 10 сов. руб. = 1 стари манат 5000 старих маната = 1 ₼                                                       | 15. августа 1992. 1. јануара 2006.                |
| / Бјелорусија                                   | бјелоруска рубља                                     | 10 сов. руб. = 1 блр. рубљу (1992) 1000 руб. (1992) = 1 руб. (2000) 10 000 блр. руб. (2000) = 1 руб. (2016) | 25. маја 1992. 1. јануара 2000. 1. јула 2016.     |
| / Грузија                                       | грузијски купон грузијски лари                       | 1 сов. руб. = 1 купон 1 000 000 купона = 1 ₾                                                                | 5. априла 1993. 2. октобра 1995.                  |
| Естонија                                        | естонска круна евро                                  | 10 сов. руб. = 1 круна 15,6466 круна = 1 €                                                                  | 20. јуна 1992. 1. јануара 2011.                   |
| Јерменија · Република Арцах                     | јерменски драм                                       | 200 сов./рус. руб = 1 ֏                                                                                     | 22. новембра 1992.                                |
| Казахстан                                       | казахстански тенге                                   | 500 сов./рус. руб. = 1 ₸                                                                                    | 15. новембра 1993.                                |
| Киргистан                                       | киргистански сом                                     | 200 сов./рус. руб. = 1 с                                                                                    | 10. маја 1993.                                    |
| Летонија                                        | летонска рубља летонски лат евро                     | 1 сов. руб. = 1 лет. руб. 200 лет. руб. = 1 лет. лат 0,702804 лата = 1 €                                    | 7. маја 1992. 5. марта 1993. 1. јануара 2014.     |
| Литванија                                       | литвански талон литвански литас евро                 | 1 сов. руб. = 1 талон 100 талона = 1 литас 3,45280 литаса = 1 €                                             | 5. августа 1991. 25. јуна 1993. 1. јануара 2015.  |
| Молдавија · изузев Придњестровља                | молдавски купон молдавски леј                        | 1 сов. руб. = 1 купон 1000 купона = 1 леј                                                                   | 10. јуна 1992. 29. новембра 1993.                 |
| Придњестровље                                   | придњестровска рубља                                 | 1 сов./рус. руб. = 1 рубља (1994) 1 000 000 руб. (1994) = 1 руб. (2001)                                     | 17. августа 1994. 1. јануара 2001.                |
| / Русија · Абхазија · ДНР · Јужна Осетија · ЛНР | руска рубља                                          | 1 сов. руб = 1 рус. руб. (1993) 1000 рус. руб. (1993) = 1 ₽ (1998)                                          | 25. јула 1993. 1. јануара 1998.                   |
| Таџикистан                                      | руска рубља таџикистанска рубља таџикистански сомони | 1 сов. руб. = 1 рус. руб. 100 рус. рубаља = 1 таџ. руб. 1000 таџ. руб. = 1 таџ сомони                       | 8. јануара 1994. 10. маја 1995. 30. октобра 2000. |
| Туркменистан                                    | туркменистански манат                                | 500 сов./рус. руб. = 1 манат (1993) 5000 маната (1993) = 1 манат                                            | 1. новембра 1993. 1. јануара 2009.                |
| Узбекистан                                      | сум-купон узбекистански сум                          | 1 сов./рус. руб. = 1 сум-купон 1000 сум-купона = 1 сум                                                      | 15. новембра 1993. 1. јула 1994.                  |
| Украјина                                        | карбованец украјинска хривња                         | 1 сов. руб. = 1 карбованец 100 000 карбованца = 1 ₴                                                         | 10. септембра 1992. 2. септембра 1996.            |

## Курс совјетске рубље у односу на југословенски динар
| Датум                                       | Јединица (динара) | Курс (рубљи) |
| ------------------------------------------- | ----------------- | ------------ |
| од јануара до августа 1946.                 | 100               | 10,59        |
| од септембра 1946. до фебруара 1950.        | 100               | 10,60        |
| од марта до децембра 1950.                  | 100               | 8,00         |
| од јануара 1951. до октобра 1952            | 1000              | 13,33        |
| од новембра 1952. до јуна 1955.             | 1000              | 13,36        |
| од јула 1955. до децембра 1960.             | 1000              | 13,33        |
| јануар и фебруар 1961.                      | 1000              | 2,25         |
| од марта 1961. до јануара 1962.             | 1000              | 1,50         |
| од фебруара 1962. до јула 1965.             | 1000              | 1,20         |
| од августа до децембра 1965.                | 1000              | 0,72         |
| од јануара 1966. до јануара 1971.           | 100               | 7,20         |
| од фебруара до 23. децембра 1971.           | 100               | 6,00         |
| од 24. децембра 1971. до 19. фебруара 1972. | 100               | 4,88         |
| од 20. фебруара 1972. до фебруара 1977.     | 100               | 4,39         |
| март 1977.                                  | 100               | 4,07         |
| од априла до августа 1977.                  | 100               | 4,09         |
| од септембра до децембра 1977.              | 100               | 4,02         |
| јануара и фебруар 1978.                     | 100               | 3,85         |
| од марта до јуна 1978.                      | 100               | 3,74         |
| јул и август 1978.                          | 100               | 3,68         |
| септембар 1978.                             | 100               | 3,57         |
| од октобра до новембра 1978.                | 100               | 3,52         |
| децембар 1978.                              | 100               | 3,60         |
| јануар 1979.                                | 100               | 3,51         |
| од фебруара до априла 1979.                 | 100               | 3,56         |
| мај и јун 1979.                             | 100               | 3,51         |
| јул 1979.                                   | 100               | 3,45         |
| од августа 1979. до 2. јануара 1980.        | 100               | 3,41         |
| од 3. јануара до 29. фебруара 1980.         | 100               | 3,35         |
| од марта до маја 1980.                      | 100               | 3,23         |
| од 1. до 12. јуна 1980.                     | 100               | 3,07         |
| од 13. јуна до 15. јула 1980.               | 100               | 2,36         |
| од 16. јула до августа 1980.                | 100               | 2,33         |
| од 1. до 15. септембра 1980.                | 100               | 2,37         |
| од 16. септембра до 15. октобра 1980.       | 100               | 2,34         |
| од 16. до 31. октобра 1980.                 | 100               | 2,30         |
| од новембра до 15. децембра 1980.           | 100               | 2,32         |
| од 16. до 31. децембра 1980.                | 100               | 2,37         |
| јануар 1981.                                | 100               | 2,32         |
| од 1. до 15. фебруара 1981.                 | 100               | 2,34         |
| од 16. до 28. фебруара 1981.                | 100               | 2,40         |
| од 1. до 15. марта 1981.                    | 100               | 2,36         |
| од 16. до 31. марта 1981.                   | 100               | 2,28         |
| април 1981.                                 | 100               | 2,24         |
| мај 1981.                                   | 100               | 2,20         |
| јун и јул 1981.                             | 100               | 2,23         |
| од 1. до 15. августа 1981.                  | 100               | 2,20         |
| од 16. до 31. августа                       | 100               | 1,91         |
| од септембра 1981. до фебруара 1982.        | 100               | 1,81         |
| од 1. марта до 15. априла 1982.             | 100               | 1,62         |
| од 16. априла до 15. маја 1982.             | 100               | 1,63         |
| од 16. маја до 15. јула 1982.               | 100               | 1,57         |
| од 16. јула до 31. августа 1982.            | 100               | 1,52         |
| од 1. септембра до 15. септембра 1982.      | 100               | 1,48         |
| од 16. септембра до 15. октобра 1982.       | 100               | 1,46         |
| од 16. до 24. октобра 1982.                 | 100               | 1,44         |
| од 25. октобра до 30. децембра 1982.        | 100               | 1,16         |
| од 31. децембра 1982. до 15. јануара 1983.  | 100               | 1,14         |
| од 16. до 31. јануара 1983.                 | 100               | 1,11         |
| од 1. до 15. фебруара 1983.                 | 100               | 1,07         |
| од 16. до 28. фебруара 1983.                | 100               | 1,05         |
| од 1. до 15. марта 1983.                    | 100               | 0,99         |
| од 16. до 31. марта 1983.                   | 100               | 0,96         |
| од 1. до 15. априла 1983.                   | 1000              | 9,49         |
| од 16. априла до 3. маја 1983.              | 1000              | 9,39         |
| од 4. до 15. маја 1983.                     | 1000              | 9,17         |
| од 16. до 30. маја 1983.                    | 1000              | 8,87         |
| од 1. до 15. јуна 1983.                     | 1000              | 8,76         |
| од 16. јуна до 15. јула 1983.               | 1000              | 8,59         |
| од 16. до 31. јула 1983.                    | 1000              | 8,11         |
| од 1. до 15. августа 1983.                  | 1000              | 7,74         |
| од 16. августа до 30. септембра 1983.       | 1000              | 7,51         |
| од 1. до 15. октобра 1983.                  | 1000              | 7,16         |
| од 16. до 31. октобра 1983.                 | 1000              | 6,97         |
| од 1. до 15. новембра 1983.                 | 1000              | 6,57         |
| од 16. новембра до 15. децембра 1983.       | 1000              | 6,51         |
| од 16. до 31. децембра 1983.                | 1000              | 6,41         |
| од 1. јануара до 15. фебруара 1984.         | 1000              | 6,30         |
| од 16. фебруара до 15. априла 1984.         | 1000              | 6,35         |
| од 16. априла до 15. маја 1984.             | 1000              | 6,14         |
| од 16. маја до 30. јуна 1984.               | 1000              | 5,86         |
| јул 1984.                                   | 1000              | 5,70         |
| од 1. до 21. августа 1984.                  | 1000              | 5,49         |
| од 22. августа до 15. септембра 1984.       | 1000              | 5,31         |
| од 16. септембра до 15. октобра 1984.       | 1000              | 4,94         |
| од 16. октобра до 15. новембра 1984.        | 1000              | 4,62         |
| од 16. до 30. новембра 1984.                | 1000              | 4,45         |
| децембар 1984. и јануар 1985.               | 1000              | 4,27         |
| од 1. до 27. фебруара 1985.                 | 1000              | 3,98         |
| од 28. фебруара до 15. марта 1985.          | 1000              | 3,82         |
| од 16. до 31. марта 1985.                   | 1000              | 3,67         |
| од 1. априла до 15. маја 1985.              | 1000              | 3,43         |
| од 16. до 30. маја 1985.                    | 1000              | 3,24         |
| јун 1985.                                   | 1000              | 3,12         |
| јул и август 1985.                          | 1000              | 3,00         |
| од 1. до 15. августа 1985.                  | 1000              | 2,88         |
| од 16. септембра до 31. октобра 1985.       | 1000              | 2,76         |
| новембар 1985.                              | 1000              | 2,63         |
| децембар 1985.                              | 1000              | 2,54         |
| јануар 1986.                                | 1000              | 2,42         |
| од 1. фебруара до 15. марта 1986.           | 1000              | 2,36         |
| од 16. до 31. марта 1986.                   | 1000              | 2,24         |
| од 1. априла до 4. маја 1986.               | 1000              | 2,13         |
| од 5. маја до 1. јуна 1986.                 | 1000              | 2,04         |
| од 2. до 30. јуна 1986.                     | 1000              | 1,90         |
| од 1. јула до 15. августа 1986.             | 1000              | 1,66         |
| од 16. августа до 2. децембра 1986.         | 1000              | 1,70         |
| од 3. до 31. децембра 1986.                 | 1000              | 1,56         |
| од 1. јануара до 3. фебруара 1987.          | 1000              | 1,46         |
| од 4. фебруара до 3. марта 1987.            | 1000              | 1,41         |
| од 4. до 24. марта 1987.                    | 1000              | 1,27         |
| од 25. марта до 7. априла 1987.             | 1000              | 1,18         |
| од 8. до 14. априла 1987.                   | 1000              | 1,17         |
| од 15. до 21. априла 1987.                  | 1000              | 1,14         |
| од 22. априла до 19. маја 1987.             | 1000              | 1,08         |
| од 20. до 26. маја 1987.                    | 1000              | 1,05         |
| од 27. маја до 2. јуна 1987.                | 1000              | 1,06         |
| од 3. до 9. јуна 1987.                      | 1000              | 1,08         |
| од 10. до 23. јуна 1987.                    | 1000              | 1,07         |
| од 23. јуна до 7. јула 1987.                | 1000              | 0,99         |
| од 8. до 14. јула 1987.                     | 1000              | 0,97         |
| од 15. до 21. јула 1987.                    | 1000              | 0,96         |
| од 22. до 28. јула 1987.                    | 1000              | 0,93         |
| од 29. јула до 4. августа 1987.             | 1000              | 0,90         |
| од 5. до 11. августа 1987.                  | 1000              | 0,87         |
| од 12. до 18. августа 1987.                 | 1000              | 0,86         |
| од 19. до 25. августа 1987.                 | 1000              | 0,85         |
| од 26. августа до 1. септембра 1987.        | 1000              | 0,83         |
| од 2. до 8. септембра 1987.                 | 1000              | 0,81         |
| од 9. до 15. септембра 1987.                | 1000              | 0,80         |
| од 16. до 22. септембра 1987.               | 1000              | 0,76         |
| од 23. до 29. септембра 1987.               | 1000              | 0,75         |
| од 30. септембра до 6. октобра 1987.        | 1000              | 0,74         |
| од 7. до 13. октобра 1987.                  | 1000              | 0,73         |
| од 14. до 20. октобра 1987.                 | 1000              | 0,71         |
| од 21. до 27. октобра 1987.                 | 1000              | 0,70         |
| од 28. октобра до 10. новембра 1987.        | 1000              | 0,68         |
| од 11. до 17. новембра 1987.                | 1000              | 0,60         |
| 18. новембра 1987.                          | 1000              | 0,59         |
| од 19. новембра до 29. децембра 1987.       | 1000              | 0,47         |
| од 30. децембра 1987. до 19. јануара 1988.  | 1000              | 0,46         |
| од 20. до 26. јануара 1988.                 | 1000              | 0,48         |
| од 27. јануара до 2. фебруара 1988.         | 1000              | 0,47         |
| од 3. фебруара до 1. марта 1988.            | 1000              | 0,45         |
| од 2. до 15. марта 1988.                    | 1000              | 0,44         |
| од 16. до 29. марта 1988.                   | 1000              | 0,43         |
| од 30. марта до 5. априла 1988.             | 1000              | 0,42         |
| од 6. до 19. априла 1988.                   | 1000              | 0,41         |
| од 20. априла до 17. маја 1988.             | 1000              | 0,40         |
| од 18. до 31. маја 1988.                    | 1000              | 0,39         |
| од 1. до 7. јуна 1988.                      | 1000              | 0,31         |
| од 8. до 21. јуна 1988.                     | 1000              | 0,30         |
| од 22. до 28. јуна 1988.                    | 1000              | 0,28         |
| од 29. јуна до 23. августа 1988.            | 1000              | 0,23         |
| од 24. до 30. августа 1988.                 | 1000              | 0,22         |
| од 31. августа до 6. септембра 1988.        | 1000              | 0,21         |
| од 7. до 20. септембра 1988.                | 1000              | 0,20         |
| од 28. септембра до 25. октобра 1988.       | 1000              | 0,19         |
| од 26. октобра до 1. новембра 1988.         | 1000              | 0,17         |
| од 2. до 8. новембра 1988.                  | 1000              | 0,16         |
| од 9. новембра до 6. децембра 1988.         | 1000              | 0,15         |
| од 7. до 27. децембра 1988.                 | 1000              | 0,13         |
| од 28. децембра 1988. до 17. јануара 1989.  | 1000              | 0,12         |
| од 18. до 24. јануара 1989.                 | 10000             | 1,14         |
| од 25. до 31. јануара 1989.                 | 10000             | 1,10         |
| од 1. до 7. фебруара 1989.                  | 10000             | 1,06         |
| од 8. до 14. фебруара 1989.                 | 10000             | 1,03         |
| од 15. до 21. фебруара 1989.                | 10000             | 1,00         |
| од 22. до 28. фебруара 1989.                | 10000             | 0,96         |
| од 1. до 7. марта 1989.                     | 10000             | 0,90         |
| од 8. до 14. марта 1989.                    | 10000             | 0,86         |
| од 15. до 21. марта 1989.                   | 10000             | 0,83         |
| од 22. до 28. марта 1989.                   | 10000             | 0,79         |
| од 29. марта до 4. априла 1989.             | 10000             | 0,74         |
| од 5. до 11. априла 1989.                   | 10000             | 0,71         |
| од 12. до 18. априла 1989.                  | 10000             | 0,69         |
| од 19. до 25. априла 1989.                  | 10000             | 0,67         |
| од 26. априла до 2. маја 1989.              | 10000             | 0,64         |
| од 3. до 9. маја 1989.                      | 10000             | 0,62         |
| од 10. до 16. маја 1989.                    | 10000             | 0,58         |
| од 17. до 23. маја 1989.                    | 10000             | 0,54         |
| од 24. до 30. маја 1989.                    | 10000             | 0,50         |
| од 31. маја до 6. јуна 1989.                | 10000             | 0,47         |
| од 7. до 13. јуна 1989.                     | 10000             | 0,45         |
| од 14. до 20. јуна 1989.                    | 10000             | 0,44         |
| од 21. до 27. јуна 1989.                    | 10000             | 0,42         |
| од 28. јуна до 4. јула 1989.                | 10000             | 0,39         |
| од 5. до 11. јула 1989.                     | 10000             | 0,37         |
| од 12. до 18. јула 1989.                    | 10000             | 0,36         |
| од 19. до 25. јула 1989.                    | 10000             | 0,35         |
| од 26. јула до 1. августа 1989.             | 10000             | 0,32         |
| од 2. до 8. августа 1989.                   | 10000             | 0,29         |
| од 9. до 15. августа 1989.                  | 10000             | 0,28         |
| од 16. до 22. августа 1989.                 | 10000             | 0,27         |
| од 23. до 29. августа 1989.                 | 10000             | 0,24         |
| од 30. августа до 5. септембра 1989.        | 10000             | 0,23         |
| од 6. до 12. септембра 1989.                | 10000             | 0,22         |
| од 13. до 19. септембра 1989.               | 10000             | 0,21         |
| од 20. до 26. септембра 1989.               | 10000             | 0,20         |
| од 27. септембра до 3. октобра 1989.        | 10000             | 0,19         |
| од 4. до 10. октобра 1989.                  | 10000             | 0,17         |
| од 11. до 17. октобра 1989.                 | 10000             | 0,16         |
| од 18. до 24. октобра 1989.                 | 10000             | 0,15         |
| од 25. до 31. октобра 1989.                 | 10000             | 0,14         |
| од 1. до 7. новембра 1989.                  | 10000             | 0,13         |
| од 8. до 14. новембра 1989.                 | 10000             | 0,12         |
| од 15. до 21. новембра 1989.                | 10000             | 0,11         |
| од 22. до 28. новембра 1989.                | 100000            | 0,99         |
| од 29. новембра до 5. децембра 1989.        | 100000            | 0,86         |
| од 6. до 12. децембра 1989.                 | 100000            | 0,77         |
| од 13. до 19. децембра 1989.                | 100000            | 0,65         |
| од 20. до 26. децембра 1989.                | 100000            | 0,55         |
| од 27. децембра 1989. до 9. јануара 1990.   | 100000            | 0,51         |
| од 10. до 16. јануара 1990.                 | 100               | 5,13         |
| од 17. до 23. јануара 1990.                 | 100               | 5,12         |
| од 24. до 30. јануара 1990.                 | 100               | 5,06         |
| од 31. јануара до 6. фебруара 1990.         | 100               | 5,13         |
| од 7. до 13. фебруара 1990.                 | 100               | 5,12         |
| од 14. до 20. фебруара 1990.                | 100               | 5,14         |
| од 21. до 27. фебруара 1990.                | 100               | 5,12         |
| од 28. фебруара до 6. марта 1990.           | 100               | 5,11         |
| од 7. до 13. марта 1990.                    | 100               | 5,07         |
| од 14. до 20. марта 1990.                   | 100               | 5,10         |
| од 21. до 27. марта 1990.                   | 100               | 5,14         |
| од 28. марта до 3. априла 1990.             | 100               | 5,10         |
| од 4. до 10. априла 1990.                   | 100               | 5,13         |
| од 11. до 17. априла 1990.                  | 100               | 5,14         |
| од 18. до 24. априла 1990.                  | 100               | 5,17         |
| од 25. априла до 1. маја 1990.              | 100               | 5,12         |
| од 2. до 8. маја 1990.                      | 100               | 5,15         |
| од 9. до 15. маја 1990.                     | 100               | 5,17         |
| од 16. до 22. маја 1990.                    | 100               | 5,18         |
| од 23. до 29. маја 1990.                    | 100               | 5,15         |
| од 30. маја до 5. јуна 1990.                | 100               | 5,09         |
| од 6. до 12. јуна 1990.                     | 100               | 5,06         |
| од 13. до 19. јуна 1990.                    | 100               | 5,07         |
| од 20. јуна до 3. јула 1990.                | 100               | 5,08         |
| од 4. до 10. јула 1990.                     | 100               | 5,11         |
| од 11. до 17. јула 1990.                    | 100               | 5,10         |
| од 18. до 24. јула 1990.                    | 100               | 5,09         |
| од 25. до 31. јула 1990.                    | 100               | 5,13         |
| од 1. до 7. августа 1990.                   | 100               | 5,15         |
| од 8. до 21. августа 1990.                  | 100               | 5,22         |
| од 22. до 28. августа 1990.                 | 100               | 5,23         |
| од 29. августа до 4. септембра 1990.        | 100               | 5,24         |
| од 5. до 11. септембра 1990.                | 100               | 5,17         |
| од 12. до 18. септембра 1990.               | 100               | 5,18         |
| од 19. до 25. септембра 1990.               | 100               | 5,20         |
| од 26. септембра до 2. октобра 1990.        | 100               | 5,17         |
| од 3. до 9. октобра 1990.                   | 100               | 5,22         |
| од 10. до 16. октобра 1990.                 | 100               | 5,18         |
| од 17. до 23. октобра 1990.                 | 100               | 5,22         |
| од 24. октобра до 6. новембра 1990.         | 100               | 5,25         |
| од 7. до 13. новембра 1990.                 | 100               | 5,28         |
| од 14. до 20. новембра 1990.                | 100               | 5,31         |
| од 21. до 27. новембра 1990.                | 100               | 5,34         |
| од 28. новембра до 4. децембра 1990.        | 100               | 5,29         |
| од 5. до 11. децембра 1990.                 | 100               | 5,31         |
| од 12. до 18. децембра 1990.                | 100               | 5,36         |
| од 19. до 25. децембра 1990.                | 100               | 5,33         |
| од 26. децембра 1990. до 1. јануара 1991.   | 100               | 5,24         |
| од 2. до 8. јануара 1991.                   | 100               | 5,27         |
| од 9. до 15. јануара 1991.                  | 100               | 4,12         |
| од 16. до 22. јануара 1991.                 | 100               | 4,03         |
| од 23. до 29. јануара 1991.                 | 100               | 4,09         |
| од 30. јануара до 5. фебруара 1991.         | 100               | 4,13         |
| од 6. до 12. фебруара 1991.                 | 100               | 4,17         |
| од 13. до 19. фебруара 1991.                | 100               | 4,16         |
| од 20. до 26. фебруара 1991.                | 100               | 4,13         |
| од 27. фебруара до 5. марта 1991.           | 100               | 4,09         |
| од 6. до 12. марта 1991.                    | 100               | 4,06         |
| од 13. до 19. марта 1991.                   | 100               | 4,01         |
| од 20. до 26. марта 1991.                   | 100               | 3,99         |
| од 27. марта до 9. априла 1991.             | 100               | 3,89         |
| од 10. до 23. априла 1991.                  | 100               | 3,86         |
| од 24. до 30. априла 1991.                  | 100               | 3,80         |
| од 1. до 7. маја 1991.                      | 100               | 2,61         |
| од 8. до 14. маја 1991.                     | 100               | 2,64         |
| од 15. до 21. маја 1991.                    | 100               | 2,65         |
| од 22. до 28. маја 1991.                    | 100               | 2,63         |
| од 29. маја до 4. јуна 1991.                | 100               | 2,67         |
| од 5. до 11. јуна 1991.                     | 100               | 2,63         |
| од 12. до 18. јуна 1991.                    | 100               | 2,61         |
| од 19. јуна до 2. јула 1991.                | 100               | 2,60         |
| од 3. јула до 6. августа 1991.              | 100               | 2,58         |
| од 7. августа до 3. септембра 1991.         | 100               | 2,64         |
| од 4. септембра до 1. октобра 1991.         | 100               | 2,63         |
| од 2. октобра до 5. новембра 1991.          | 100               | 2,68         |
| од 6. новембра до 3. децембра 1991.         | 100               | 2,70         |
| од 4. до 26. децембра 1991.                 | 100               | 2,73         |

У периоду између 1. априла 1957. до краја 1960. постојао је двоструки курс од 11,67 рубљи за нетрговачка плаћања.